# Firmán

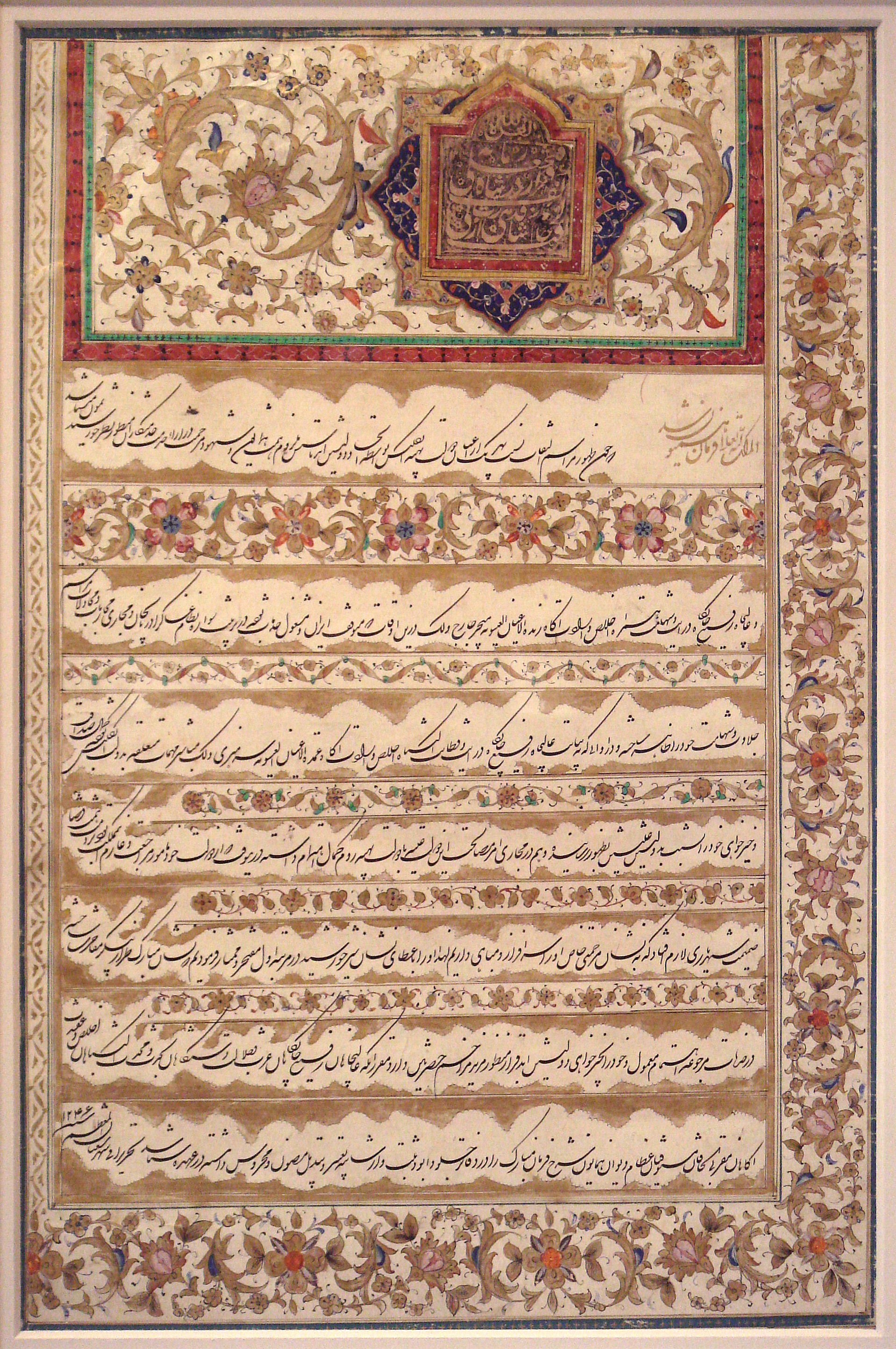
Firmán de Fath Alí Sah en escritura nastaliq, enero de 1831.

Un firmán o fermán era, a nivel constitucional, una orden o decreto publicado por un soberano de determinados estados islámicos históricos que incluían el Imperio otomano, el Imperio mogol, el Estado de Hyderabad e Irán hasta la Revolución Islámica. Durante diversos periodos fueron agrupados y utilizados como legislación. La palabra firmán procede del persa farmân (فرمان) que significa «orden» o «decreto». En turco recibe el nombre de ferman. En Marruecos su equivalente es el dahir.
A nivel práctico un firmán era, y aún puede ser, cualquier permiso escrito concedido por un oficial islámico apropiado de cualquier nivel de gobierno. En Occidente son probablemente más conocidos el permiso para viajar por un país, que habitualmente puede conseguirse por adelantado, o el permiso para llevar a cabo investigaciones académicas en el lugar como excavaciones arqueológicas. Los firmanes podían combinarse si era necesario con diversos tipos de pasaportes.

## Origen de los firmanes en el Imperio otomano
En el Imperio otomano la autoridad del sultán derivaba de su papel como defensor de la sharía pero la sharía no cubría todos los aspectos de la vida social y política otomana. En consecuencia, para regular las relaciones y el estatus social, los deberes y la etiqueta de la aristocracia y sus súbditos, el sultán creó los firmanes.

## Organización

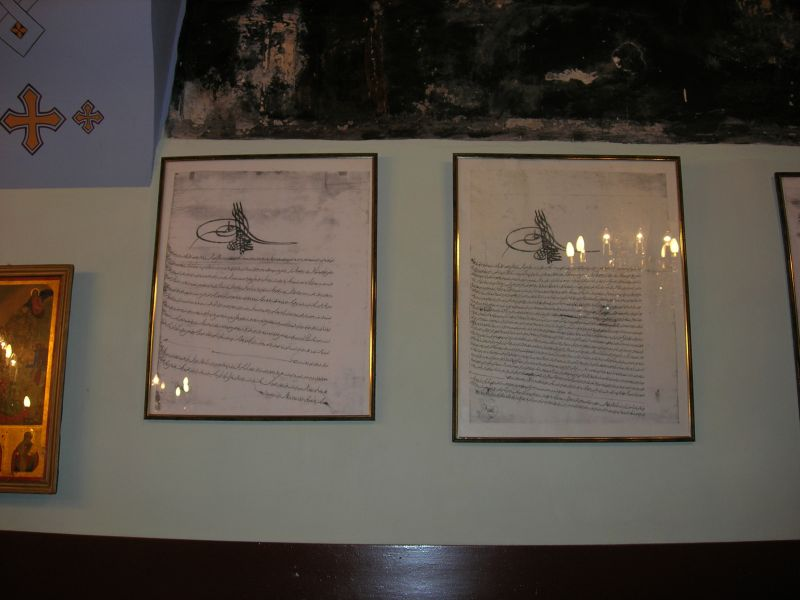
Firmanes de Mehmed II y Beyazid II en la Iglesia de Santa María de los Mongoles en Estambul, que concedía la propiedad del edificio a la comunidad griega.

Los firmanes se reunían en normativas llamadas kanun o qanun (قانون), de la palabra helénica kanon (κανών) con el significado de norma o ley. El kanun era «un tipo de legislación secular o administrativa considerada una extensión vigente de la legislación religiosa como resultado del derecho del gobernante para dictar sentencia en nombre de la comunidad».

## Ejemplos de firmanes otomanos

### Firmán del sultán Murad (26 de octubre - 23 de noviembre de 1386)
En este firmán el sultán Murad I reconoce un decreto creado por su padre el sultán Orhan (c. 1324-1360). Le concede a los monjes todas sus posesiones durante el reino de su padre y prescribe que no se les pueda arrebatar sus tierras u oprimirlos. El firmán se guarda en el Monasterio de San Pablo el Ermitaño en Egipto.

### Firmán del sultán Mehmed IV (1648-1687)
En este firmán los monjes del Monte Athos declaran que los oficiales de la administración encargados de la recaudación de impuestos llegaron más tarde de lo previsto y que les exigieron más dinero del valor tasado. También afirman que les hicieron exigencias ilegales de suministros de alimentos adicionales.

## Otros firmanes

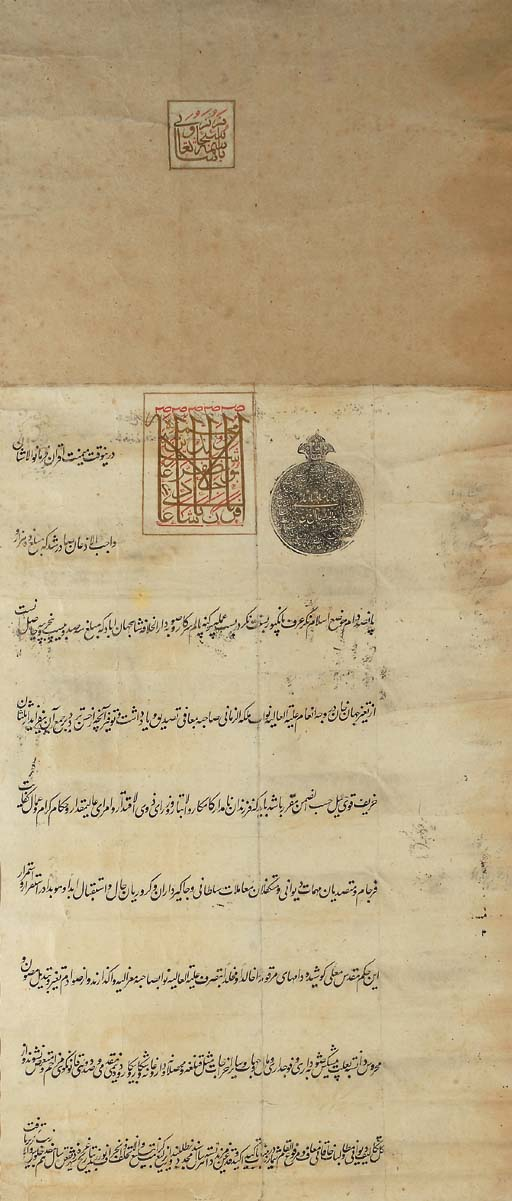
Firmán publicado por el emperador mogol Shah Alam II.

Uno de los firmanes más importantes que regulaban las relaciones entre cristianos y musulmanes es un documento guardado en el Monasterio de Santa Catalina del Monte Sinaí en Egipto. Este monasterio ortodoxo griego constituye la  Iglesia Autónoma de Monte Sinaí. El firmán conserva una impresión en tinta de la mano del profeta Mahoma y les pide a los musulmanes que no destruyan el monasterio porque hombres temerosos de Dios viven en él. Hoy en día sigue existiendo una zona de protección alrededor del monasterio administrada por el gobierno egipcio y la relación entre la veintena de monjes, principalmente griegos, y la comunidad local es cordial y afable.
El emperador mogol Akbar era conocido por publicar firmanes de todo tipo que en conjunto fortalecieron el Imperio mogol y su administración en los siglos posteriores.

## Otros usos
A lo largo de los dominios del Imperio otomano se publicaron diversos firmanes que aprobaban de manera oficial excavaciones arqueológicas en sus dominios como aquellos que permitieron varias de las primeras excavaciones en Egipto, expedidos por el pachá de El Cairo. Austen Henry Layard citó tal autorización para sus excavaciones en Nimrud, ciudad que creía de forma errónea que era la antigua Nínive.